# Квіткоїд-крихітка
Квіткоїд-крихітка (Dicaeum pygmaeum) — вид горобцеподібних птахів родини квіткоїдових (Dicaeidae).

## Поширення
Ендемік Філіппін. Присутній на всіх основних островах, крім Паная. Його природні місця проживання — тропічні вологі низовинні ліси та тропічні вологі гірські ліси.

## Спосіб життя
Як і інші квіткоїди, харчується переважно фруктами, особливо інжиром та омелою. Він також доповнює свій раціон павуками. Здобування корму здійснюється в кронах дерев поодинці або парами.